# Nannophlebia buruensis
Nannophlebia buruensis är en trollsländeart som beskrevs av Maurits Anne Lieftinck 1926. Nannophlebia buruensis ingår i släktet Nannophlebia och familjen segeltrollsländor. IUCN kategoriserar arten globalt som otillräckligt studerad. Inga underarter finns listade i Catalogue of Life.